# Andreja Rojs
Andreja Rojs (1970) è un'ex sciatrice alpina slovena che gareggiò per la nazionale jugoslava.

## Biografia
Sciatrice polivalente, la Rojs prese parte ai Mondiali juniores di Hemsedal/Sälen 1987, Madonna di Campiglio 1988 e Alyeska 1989, ottenendo come miglior piazzamento il 18º posto nello slalom gigante di Alyeska, e gareggiò almeno fino al 1991; non prese parte a rassegne olimpiche e non ottenne risultati di rilievo in Coppa del Mondo o ai Campionati mondiali.

## Palmarès

### Campionati jugoslavi
- 1 medaglia (dati parziali)[1]:
  - 1 argento (combinata nel 1987)